# Paulus Fabi Pèrsic
Paulus Fabi Pèrsic (en llatí: Paulus Fabius Paul. f. Q. n. Persicus) va ser un magistrat romà. Era fill de Paulus Fabi Màxim i formava part de la gens Fàbia. El cognomen Pèrsic el deu al fet que un avantpassat seu, Luci Emili Paulus Macedònic, va derrotar el darrer rei de Macedònia, Perseu, l'any 146 aC.
Va ser nomenat cònsol l'any 34 juntament amb Luci Vitel·li. Segons diu Sèneca, va ser famós pel seu caràcter llicenciós.